# Cloudburst - L'amore tra le nuvole
Cloudburst - L'amore tra le nuvole è un film del 2011 diretto da Thom Fitzgerald, con Olympia Dukakis e Brenda Fricker.

## Trama
Ormai settantenni, Stella e Dotty stanno insieme da oltre trent'anni senza essersi mai divise. Dotty, però, è quasi completamente cieca e sua nipote Molly, incurante dei sentimenti che legano le due donne, decide di ricoverarla in una casa di cura dove potrà avere le necessarie attenzioni. In disaccordo con questa decisione e armata di una buona dose di coraggio, Stella rapisce la sua Dotty e, per scongiurare il rischio di essere nuovamente separate, prende il suo pick-up per un viaggio che le condurrà dal Maine fino in Canada, dove potranno finalmente sposarsi. Lungo il tragitto, danno un passaggio a Prentice, ballerino di New York di ritorno a casa della madre malata e complice ideale per la folle avventura che le attende.